# Regressziós tesztelés

## Definíció
Bármilyen szoftvertesztelés, mely regressziós hibák feltárására hivatott. Regressziós hiba, ha egy korábban működő szoftverfunkció hibásan vagy egyáltalán nem működik. Regressziós hibák tipikusan javítások nem várt következményeként jelentkeznek.

## A regressziós hibák típusai
- Lokális – változtatások miatt új hibák keletkeznek
- Leleplező – a változtatás egy már korábban is létező, de nem jelentkező hibát fed fel
- Távoli – az egyik részben végzett változtatás egy teljesen más részben hoz elő hibát